# 木崎村 (埼玉県)
木崎村（きざきむら）は、埼玉県北足立郡に存在した村。
1932年（昭和7年）4月1日に大字北袋を除く大部分が浦和町に編入され、消滅。旧村域は「木崎地区」と称された。大字北袋のみは大宮町へ編入された。

## 地理
- 埼玉県中央（北足立）地域の南部にあった。
- 大宮台地に位置し、台地とそれに挟まれる開析谷地からなる。北東部は芝川に面しており、沖積平野となっている。
- 村の西部を中山道が南北に貫いていた。
- 2006年（平成18年）現在における浦和区北部の上木崎、木崎、駒場、瀬ヶ崎、針ヶ谷、本太、領家、北浦和、元町、大東、大原、皇山町、大字三崎、前地三丁目と大宮区南端部の北袋町が、ほぼ旧村域にあたる。

## 歴史
- 1889年（明治22年）4月1日 - 町村制施行に平行して上木崎、下木崎、駒場、瀬ヶ崎、針ヶ谷、本太、北袋、木崎領領家の8箇村が合併し、成立[1]。
- 1912年（大正元年）11月1日 - 村の西端部に与野駅が開設される。
- 1932年（昭和7年）4月1日 - 北部の大字北袋を除く大部分が同郡谷田村と共に浦和町へ編入され[2]、消滅。大字北袋は大宮町へ編入された。
- 1934年（昭和9年）2月11日 - 浦和町が市制を施行し、浦和市となる。
- 1940年（昭和15年）11月3日 - 大宮町が三橋村、大砂土村、宮原村、日進村と合併し、大宮市となる。
- 2001年（平成13年）5月1日 - 浦和市・大宮市と与野市との合併によるさいたま市の成立により、旧木崎村域もさいたま市となる。
- 2003年（平成15年）4月1日 - さいたま市の政令指定都市移行に伴う区制の施行により、浦和市に編入されていた地区のほとんどが浦和区に、大宮市に編入されていた地区（北袋）と大原6・7丁目が大宮区に属す。尚さいたま新都心の敷地となった地区のうち東北本線の西側は、中央区に属することとなった。